# Disputa sobre el nombre del mar del Japón
La disputa sobre el nombre del mar del Japón es la controversia entre las dos Coreas y Japón cuyo asunto principal gira en torno a un desacuerdo sobre cuándo el nombre «mar del Japón» se convirtió en el estándar internacional. Japón afirma que el término ha sido el estándar internacional desde al menos principios del siglo XIX, mientras que las Coreas afirman que el término «mar de Japón» surgió más tarde mientras Corea estaba bajo el dominio japonés, y antes de esa ocupación, otros nombres como «mar de Corea» o «mar del Este» se utilizaron en inglés.
Este mar marginal del oeste del océano Pacífico comprende las islas japonesas de Hokkaidō, Honshū y Kyūshū, la isla Sajalín al este y la península coreana y Rusia al oeste. Es común llamarlo mar del Japón, pero Corea del Norte y Corea del Sur prefieren mar del Este.
Corea alega antecedentes históricos por el término «mar de Corea» o «mar de Oriente». Por su parte, Japón protesta que la controversia es simplemente un asunto de papeles que no tiene ninguna real significancia, y que el término «mar del Japón» ya es una norma establecida. Adicionalmente, los cuerpos internacionales UCSGN y IHO dieron opiniones que apoyan la posición japonesa.
La controversia incluye tensos movimientos diplomáticos entre los Estados Unidos, Japón, las dos Coreas, Rusia, China.

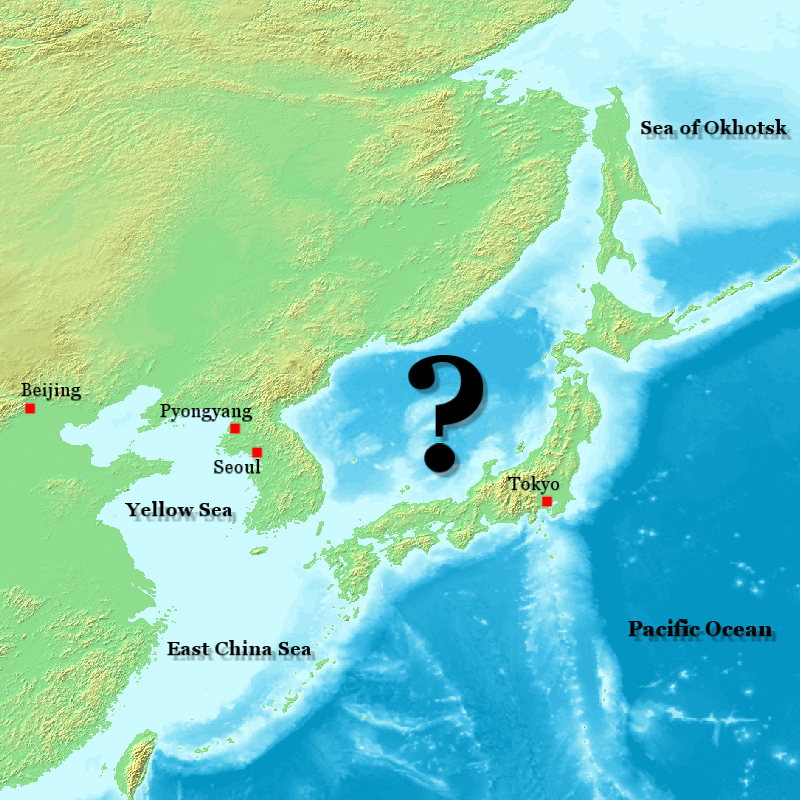
La disputa concierne a la parte de mar indicado en la imagen.

## Historia de la controversia
En 1992, comienza la primera protesta del Gobierno surcoreano en la Conferencia de las Naciones Unidas sobre la Estandarización de Nombres Geográficos (UNCSGN, por sus siglas en inglés). En consecuencia, Corea del Sur borró «mar de Japón» de sus mapas náuticos en 1995 y dos años después pusó nuevamente el asunto en mesa de la UNCSGN. Sin embargo, la cuestión no fue tratada por oposición del Gobierno japonés, y se tomó la resolución III/20 de 1977 que urge a ambos gobiernos a llegar a un acuerdo.
En 2002, el Gobierno surcoreano pone el asunto en el octavo UNCSGN pero el asunto no es tratado y en 2004, Naciones Unidas afirmó que seguirá usando «mar de Japón» en sus documentos oficiales.
En marzo de 2005, el presidente surcoreano Roh Moo-hyun insistió al Gobierno estadounidense en su postura sobre la controversia, aprovechando la visita de la secretaria de Estado Condoleezza Rice. En su reunión, Rice dejó claro que «Estados Unidos no se entrometería en los intereses de Japón».

## Utilización simult̟ánea ambos nombres
A partir de la controversia, algunas publicaciones internacionales han comenzado a utilizar simult̟áneamente ambos nombres, «mar del Este» (East Sea) y «mar de Japón» (Sea of Japan). Por ejemplo:
- Rand McNally, fabricante de mapas comerciales, utilizó ambos nombres en Premier World Atlas (1997) y en Portrait World Atlas (1998).
- La Encyclopedia Britannica, en Political Map of Britannica CD 98, lanzado en marzo de 1998, siguió el mismo formato.
- En diciembre de 1999, la National Geographic Society de Estados Unidos, que publica National Geographic, decidió utilizar ambos simultáneamente en todas sus publicaciones.
- "Humanitarian Response Planning Map" DPRK 1998. preparado por la Agencia de los Estados Unidos para el Desarrollo Internacional ("US Agency for International Development")
- la República Popular Democrática de Corea Landform and Land Cover producido en 1998 por el Programa de Medio Ambiente de las Naciones Unidas ("United Nations Environment Programme")
- Una parte de "Japan and Korea" ("Japón y Corea") en The Cartographic Satellite Atlas of World, publicado por WorldSat International Inc. en 1997, utilizó "TONG-HAE (East Sea)/NIPPON-KAI (Sea of Japan)" como romanización del nombre
- El libro de texto de geografía de Estados Unidos, Geography: Realms, Regions, and Concepts 2000 (novena edición, publicado en agosto de 1999) por J. J. de Blij y Peter O. Muller, sigue la misma modalidad.